# روسانا
روسانا (به ایتالیایی: Rossana) یک کومونه در ایتالیا است که در استان کونیو واقع شده‌است.

## خصوصیات
روسانا ۱۹٫۹ کیلومترمربع مساحت و ۹۵۰ نفر جمعیت دارد.